# Frank Perconte
Frank J. Perconte (Joliet, 1917. március 10. – Joliet, 2013. október 24.) amerikai katona, altiszt. A 101. légi szállítású hadosztály 506. ejtőernyős gyalogezred 2. zászlóalj E (Easy) századánál szolgált második világháború idején. James Madio alakította a HBO Band of Brothers című minisorozatban.

## Élete
Az Illinois állambeli Joliet városában született és nőtt fel. Szülei Joseph Perconte (elhunyt 1929-ben) és Mary Carbone voltak. Katolikus iskolákba járt. 1935-ben végzett a Joliet Central High School-ban. A nagy gazdasági világválság idején néhány barátjával az Indiana állambeli Gary-be költöztek és egy acélgyárban dolgoztak. 1942. augusztus 17-én vonult be Chicagóban gyerekkori barátjával, Herman Hansonnal. Ők ketten illetve Wayne Sisk és Carwood Lipton voltak az első négy katona, akiket az Easy századhoz rendeltek. 1942-ben, amikor eltávozáson volt Toccoai kiképzőbázisból, feleségül vette Evelynt, és született egy Richard nevű fia.

### A világháborúban
Altiszt volt az 1. szakaszban. Ugrott a D-napon és a Market Garden hadművelet során is, illetve részt vett az ardenneki csatában is. Mikor az Easy megtámadta Foy városát 1945. január 13-án, egy német mesterlövész combon lőtte. Néhány napig gyógyult, majd újra csatlakozott az Easyhez, akik akkor Haguenau városában voltak. 1945. április végén Perconte Denver Randlemannel és még néhányan az Easy századból a főhadiszálláson kívüli területen járőröztek és útközben felfedezték a kauferingi koncentrációs tábort. 
Visszaszaladt a főhadiszállásra és riasztotta Richard Winters őrnagyot. Winterssel és az Easy század többi tagjával tért vissza a táborba. 

### A háború után
A háború után postásnak állt. Hamarabb leszerelt, mint legtöbb társa, mivel korábban megnősült és gyermeke született. Haláláig Illinois államban, Jolietben élt. 
Unokaöccse, Jack Perconte az 1980-as években a Los Angeles Dodgers, a Cleveland Indians, a Seattle Mariners és a Chicago White Sox csapataiban baseballozott.
Perconte egyike volt a 2009-es We Who Are Alive and Remain: Untold Stories from the Band of Brothers című könyv 20 közreműködőjének, amelyet a Penguin / Berkley-Caliber adott ki. 2013. október 24-én halt meg, fia, Richard és két unokája maradt. 

## Forrás
- Frank Perconte élete. (Hozzáférés: 2023. május 1.)
- Frank Perconte life. (Hozzáférés: 2023. május 1.)

1. 1 2  TracesOfWar
2. ↑  Freebase-adatdump. Google